# Liberty Hyde Bailey
Liberty Hyde Bailey, född 15 mars 1858 i South Haven, Michigan, död 25 december 1954, var en amerikansk botaniker.
Bailey, som var grundare av American Society for Horticultural Science, utbildades vid Michigan Agricultural College (numera Michigan State University) innan han 1913 flyttade till Cornell University i Ithaca, New York. År 1928 tilldelades han guldmedalj av National Institute of Social Sciences. Auktorsnamnet L.H.Bailey kan användas för Liberty Hyde Bailey i samband med ett vetenskapligt namn inom botaniken; se Wikipediaartiklar som länkar till auktorsnamnet.